# Stéphane Chapuisat
Stéphane Chapuisat (Lausanne, 28 juni 1969) is een voormalig Zwitsers profvoetballer. Hij speelde als spits en gold in de jaren negentig als een van de beste spelers van Zwitserland. Zijn vader Pierre-Albert Chapuisat was ook een profvoetballer.

## Clubcarrière
Hij won met Borussia Dortmund in 1997 de Champions League en werd ook tweemaal Duits kampioen. Met Grasshoppers werd hij ook eenmaal Zwitsers kampioen. Chapuisat werd tweemaal topscorer (2001 en 2004) in de hoogste afdeling van het Zwitserse profvoetbal.

## Interlandcarrière
Chapuisat speelde voor Zwitserland in totaal 103 interlands waarin hij 21 doelpunten maakte en was actief op het WK in 1994 en de EK's in 1996 en 2004. Hij maakte zijn debuut op 21 juni 1989 in een vriendschappelijke wedstrijd in Bazel tegen Brazilië, die met 1-0 gewonnen werd dankzij een rake strafschop in de 50ste minuut van Kubilay Türkyilmaz. Andere debutanten in die wedstrijd waren Stephan Lehmann (FC Sion), Herbert Baumann (FC Luzern) en Hans-Peter Burri (FC Luzern). Chapuisat nam met zijn vaderland deel aan het WK voetbal 1994, het EK voetbal 1996 en het EK voetbal 2004. Zijn 103de en laatste interland speelde Chapuisat op 17 juni 2004 tijdens de EK-eindronde in Portugal tegen Engeland (3-0).

## Erelijst
- Borussia Dortmund:
  - Duitse Bundesliga: 1994–95, 1995–96
  - UEFA Champions League: 1996–97
  - Intercontinental Cup: 1997
  - UEFA Cup: Runner-up 1992–93
- Grasshoppers:
  - Super League: 2000–01
  - Topscorer Super League: 2000-01 (21 goals)
- Zwitsers voetballer van het jaar
  - 2001, 2004
- BSC Young Boys:
  - Topscorer Super League: 2003-04 (23 goals)
- UEFA Jubilee Award
  - 2003